# Ermita de San Roque (Espadilla)
La ermita de San Roque, localizada en el camino conocido como Bajada de San Roque, en Espadilla, en la comarca del Alto Mijares, es un lugar propuesto para ser catalogado como Bien de relevancia local, en los correspondiente catálogos municipales de bienes y espacios protegidos y que, habiendo sido tramitados conforme al procedimiento ordinario establecido en el artículo 47 de la Ley 4/1998, de 11 de junio, de la Generalitat, del Patrimonio Cultural Valenciano, cuentan con el informe favorable de la conselleria competente en materia de cultura, faltando la aprobación definitiva por el organismo competente en materia de urbanismo; con la categoría de Monumento de interés local, y con un código de identificación: 12.08.058-004, a 18 de diciembre de 2013.

## Descripción
La ermita se ubica en una zona de huertas a unos 100 metros del núcleo poblacional y en la ribera del río Mijares, y para llegar a ella hay que tomar un estrecho camino de gran desnivel, que lleva desde la calle de las Eras hasta las afueras del pueblo, estando asfaltado, por lo que su acceso en coche es posible.
Está datada del siglo XVIII y su estado de conservación es muy bueno, ya que fue objeto de una restauración que finalizó en el año 2001, y llevada a cabo por la Asociación Cultural Amigos de San Roque, que es la asociación que se encarga de su mantenimiento.
Se trata de un edificio exento, con una zona ajardinada alrededor delimitada por un murete de obra de poca altura, con entrada por un hueco sin traba alguna para su acceso, en el que se ha situado un retablo cerámico en el que figura el nombre de la ermita. Construido en mampostería y refuerzos de sillar, con techumbre a dos aguas.
El acceso al templo se hace a través de un atrio, de menor altura que la planta de la ermita, cubierto con tejado a tres aguas, con tres arcos de medio punto, por uno de los cuales se realiza el acceso a la puerta de entrada, y un pequeño banco corrido. Este arco de medio punto, está enmarcado por dovelas de ladrillo bizcochados, que se apoyan en pilastras lisas, delante de las cuales se han colocado sendos maceteros con plantas. El suelo está pavimentado con piedras que forman un dibujo ornamental circular, en el interior del cual se distingue una flor de seis pétalos. Por su parte la puerta de acceso al templo, es de madera y está adintelada, y presenta un pequeño escalón.
La parte de la fachada principal de la ermita que se sobre eleva al atrio presenta forma de frontón y como única decoración hay que destacar una curiosa hornacina, con un vistoso dintel (recto en la parte de abajo y acabado en arco de medio punto realizado, nuevamente, con ladrillos bizcochados), dentro de la cual se ubica un retablo cerámico con la imagen del santo titular, San Roque. Este frontón acaba en un hastial que desempeña la función de espadaña (rematada con una cruz de forja), en la que se observa una ubica campana. Esta campana se llama María, está datada de 1703 y tiene un diámetro de 26 centímetros y un peso de 10 kilos. Antaño estuvo en la iglesia parroquial de espadilla, pero hace pocos años se reubicó en esta ermita.
Por su parte, en las fachadas laterales se abren ventanas, una por cada lateral, y en la fachada trasera existen dos pequeñas aberturas, así como un vano de forma circular que está cegado con ladrillos.
Respecto a su interior, presenta planta de nave única y forma rectangular, con una medidas de 8 metros de profundidad y 5.5 metros de anchura. Como decoración interior solamente destaca la talla de San Roque que preside el altar mayor.
La fiesta de San Roque es el 16 de agosto, y por esa fecha se celebra misa en la ermita y se traslada la imagen del santo al pueblo. Por la tarde se realiza una procesión para volver a subir al Santo a la ermita.